# بلک‌واتر: ظهور قدرتمندترین ارتش اجیر جهان
بلک‌واتر: ظهور قدرتمندترین ارتش اجیر جهان (به انگلیسی: The Rise of the World's Most Powerful Mercenary Army) کتابی است نوشته جرمی اسکیهیل روزنامه‌نگار مجله نیشن.

## محتوا
او در این کتاب مراحل تکوین و گسترش یکی از بزرگ‌ترین شرکت‌های نظامی خصوصی را پی می‌گیرد و به نقشی که این شرکت‌ها در جنگ آمریکا علیه تروریسم، به ویژه در عراق ایفا کرده، می‌پردازد.
هر چند طرح پنتاگون برای به‌کارگیری یک نیروی شبه‌نظامی خصوصی برای تأمین امنیت حساسترین نقاط شهر بغداد باعث تعجب بسیاری از مردم عراق شده‌است، اما این امر به واقع تنها نمونه دیگری از تحول جدیدی است که در صحنه درگیری‌های نظامی قرن بیست و یکم به وجود آمده‌است: ظهور شرکت‌های خصوصی فعال در زمینه ارائه خدمات نظامی.
این شرکت‌ها که تحت عنوان شرکت نظامی خصوصی (private military company) فعالیت می‌کنند، صورت امروزی نیروهای مزدور هستند که از قدیم در صحنه درگیری‌های نظامی فعال بوده‌اند.
اسکیهیل در کتاب خود با توضیح مراحل تکوین و گسترش شرکت بلک‌واتر (Blackwater)، نشان می‌دهد که چگونه این شرکت به یکی از بزرگ‌ترین برندگان جنگ آمریکا علیه تروریسم در دوران پس از یازده سپتامبر بدل شد.
شرکت بلک واتر مدت کوتاهی پس از ۱۱ سپتامبر، قراردادی ۵٫۴ میلیون دلاری برای تأمین امنیت مقر سیا در کابل با دولت آمریکا امضا کرد و سپس با اشغال عراق از سوی آمریکا، قراردادی ۲۷ میلیون دلاری برای تأمین امنیت پل برمر، فرماندار نظامی عراق، با پنتاگون امضا کرد.